# 桜井鉄太郎 (官僚)

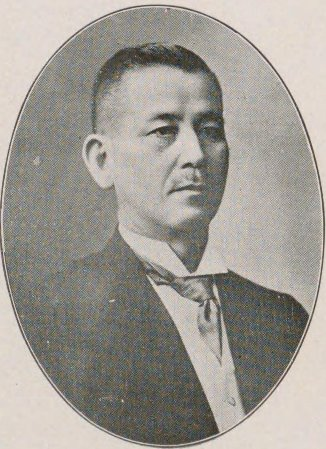
桜井鉄太郎

桜井 鉄太郎（さくらい てつたろう、1865年9月20日（慶応元年8月1日） - 1945年2月20日）は、日本の官僚。大蔵次官（心得）、台湾銀行頭取、第5代神戸市長（在任：1920年10月18日 - 1922年（大正11年）5月27日）。静岡県出身。

## 生涯
1865年9月20日（慶応元年8月1日）、後の静岡県に生まれる。大学予備門、東京帝国大学法学部を卒業後官僚となり、長野県参事官、石川県参事官、岡山県警部長、茨城県書記官、東京税務監督局長、神戸税関長、大蔵省主税局長、税関臨時工事部長、大蔵省関税局長、専売局長、大蔵次官（心得）、台湾銀行頭取などを歴任。
1920年（大正9年）、名市長と呼ばれた鹿島房次郎の後任として第5代神戸市長に就任。当時は第一次世界大戦後の不況下にあり、1922年（大正11年）、歳入不足に対応するため桜井は市会に増税を提案した。しかし市会側はこの提案に対し歳出削減や人員整理をすべきだなどと反発し、折衷案が出されたものの検討すらせず、桜井の増税案とは逆に歳出を大幅に削減する内容の議決を行った。桜井はこれを自身に対する不信任として辞意を表明、各方面からの慰留も聞き入れず、1922年（大正11年）5月27日に辞職した。1945年（昭和20年）2月20日死去。

## 家族
- 父・桜井教孝 ‐ 沼津藩士[11]
- 妻・みつ（1872年生） ‐ 間宮喜十郎の娘[11]
- 甥・清野謙次 ‐ 姉の子
- 娘婿・棚橋直馬 (1886年生) ‐ 長女嘉子の夫。函館税関長。愛媛県士族・棚橋長太郎の二男。東京帝国大学法科大学政治科卒。[12]

## 栄典
位階
- 1905年（明治38年）8月30日 - 正五位[13]
- 1910年（明治43年）10月31日 - 従四位[14]
- 1915年（大正4年）12月10日 - 正四位[15]
- 1916年（大正5年）1月31日 - 従三位[16]

勲章等
- 1906年（明治39年）4月1日 - 勲三等瑞宝章[17]
- 1911年（明治44年）8月24日 - 勲二等瑞宝章[18]
- 1915年（大正4年）11月10日 - 大礼記念章[19]